# 滝口禎一
滝口 禎一（たきぐち ていいち、1961年11月27日 - ）は、日本のアニメーター、キャラクターデザイナー、アニメーション演出家、アニメ監督。石川県出身。ufotable所属。

## 人物・経歴
アニメーターを目指して石川から上京し、テレコム・アニメーションフィルムに入社。以降、約30年間をテレコムで活動するも2017年に退社。同年以降はufotableにて活動している。
同期には貞本義行、田中達之、横堀久雄、末永宏一、長嶋陽子、中込利恵などがいる。
テレコムで仕事をしながら、世界との合作作品も多く手掛けており、初の原画担当作品である「ルパン三世 風魔一族の陰謀」以降は10年以上、世界との合作作品を中心に活動しており、キャラクターデザイン、作画監督などでも参加している。世界との合作作品はufotable移籍後も参加している。
日本国内向けの作品でも、原画の他絵コンテ、キャラクターデザインとして活動しており、テレコムの中核アニメーターとして同社の手掛ける多くの作品に参加していた。同社所属時における最後の劇場アニメ作品となった2017年公開の劇場作品「LUPIN THE IIIRD 血煙の石川五ェ門」ではメインのアクションシーンである「棚田の50人斬りシーン」の原画を担当。本作の監督・キャラクターデザインである小池健が力を入れたシーンである。なお、同社退社後も制作作品にアニメーターとして参加することがある。
ufotable代表取締役社長でプロデューサーの近藤光とは、近藤がテレコムで制作進行をしていた時期からの友人であり、合作作品の意見を聞くこともあり、また近藤からのオファーを受け、演出未経験ながら「劇場版 空の境界 第四章 伽藍の堂」にて初の監督を務めることになる。本作では製作期間中、出向という形でufotableに席を置き、絵コンテ・演出の他須藤友徳と共同でキャラクターデザイン・作画監督を務めている。同作品では、近藤からのオーダーもあり、約470カット中レイアウトを300カット以上、原画も150カット近くを一人で担当している。本作は原作者の奈須きのこも高く評価しており、続編を執筆するのに消極的であった奈須は第四章の試写会で映像を見た際に作品の完成度の高さに感動し、続編「未来福音」の執筆を決意している。本作の制作終了後は再びテレコムに戻ることになるが、2017年に再びufotableに移籍して活動を開始した。 

## 作品リスト

### テレビアニメ
1988年
- それいけ!アンパンマン - 原画（38話）

1992年
- わたしとわたし ふたりのロッテ - 作画監督（24話）

1999年
- モンスターファーム〜円盤石の秘密〜 - 原画（35話）

2000年
- 犬夜叉 - 作画監督（9話）

2002年
- パタパタ飛行船の冒険 - 絵コンテ（9話、16話、20話）、原画
- 花田少年史 - 作画監督（3話）

2003年
- 無人惑星サヴァイヴ - キャラクターデザイン、作画監督（20話、22話、24話、27話、31話、32話、34話、35話、40話、42話、44話、47話、50話、52話）、原画　（1話、4話、7話、15話、20話、36話）

2005年
- タイドライン・ブルー - キャラクターデザイン、総作監　作画監督（1話、9話、13話）

2006年
- 無敵看板娘 - 作画監督（15話、16話、21話）

2007年
- 結界師 - 作画監督（10話）
- 月面兎兵器ミーナ - 原画（6話）
- ルパン三世　霧のエリューシヴ - 原画
- もやしもん - 作画監督（3話）、原画（8話）

2008年
- 二十面相の娘 - 原画（16話、17話、18話、20話、21話、22話）

2009年
- 鋼の錬金術師 FULLMETAL ALCHEMIST - 作画監督（共同：34話、44話、50話、55話）、原画（40話）

2011年
- ルパン三世 血の刻印 〜永遠のMermaid〜 - 監督、絵コンテ（共同）

2012年
- もやしもん リターンズ - OP原画

2013年
- アイカツ! - 原画（13話）

2014年
- 戦国BASARA Judge End - 作画監督（共同：7話、11話）、OP原画

2015年
- ルパン三世 PART Ⅳ - 総作画監督（2話、14話）、作画監督（共同：3話、12話、24話）、原画（OP、12話、24話）

2016年
- ルパン三世 イタリアン・ゲーム - 作画監督（OP、本編（共同））、原画　（OP、本編）、第2原画（OP）
- PHANTASY STAR ONLINE 2 The ANIMATION - 原画（12話）
- orange - OP原画

2017年
- チェインクロニクル～ヘクセイタスの閃～ - 総作画監督（共同：8話、9話、10話）、総作画監督補佐（共同：11話）、作画監督（共同：6話）、OP原画
- テイルズ オブ ゼスティリア ザ クロス 2ndシーズン - 原画（24話、25話）
- 活撃 刀剣乱舞 - 第二原画（5話）

2019年
- 鬼滅の刃 - 作画監督（13話、18話、26話）、作画監督補佐（20話、23話）

2022年
- 鬼滅の刃 遊郭編 - 作画監督補佐（第10話）

### 劇場アニメ
1987年
- ルパン三世 風魔一族の陰謀 - 原画

1988年
- AKIRA - 原画

1990年
- おじさん改造講座 - 原画

1995年
- ルパン三世 くたばれ!ノストラダムス - 原画
- 耳をすませば - 原画

2002年
- WXIII 機動警察パトレイバー - 原画
- 猫の恩返し - 原画
- 犬夜叉 鏡の中の夢幻城 - 原画

2006年
- 真救世主伝説　北斗の拳　ラオウ伝　殉愛の章 - レイアウト
- 鉄コン筋クリート - 原画
- 名探偵コナン 探偵たちの鎮魂歌 - 作画監督補、レイアウトチェッカー

2007年
- ピアノの森 - 総作画監督

2008年
- 空の境界　第四章 伽藍の洞 - 監督、キャラクターデザイン（共同）、作画監督（共同）

2010年
- いばらの王 -King of Thorn- - 作画監督

2011年
- おぢいさんのランプ - 監督、脚本（共同）

2012年
- ももへの手紙 - 原画
- 名探偵コナン　11人目のストライカー - 原画

2017年
- LUPIN THE IIIRD 血煙の石川五ェ門 - 原画
- 劇場版 Fate/stay night [Heaven's Feel] I.presage flower - 作画監督（共同）、原画

2019年
- 劇場版 Fate/stay night [Heaven's Feel] II.lost butterfly - 原画
- LUPIN THE IIIRD 峰不二子の嘘 - 原画

2020年
- 劇場版 Fate/stay night [Heaven's Feel] Ⅲ. spring song - 原画
- 劇場版 鬼滅の刃 無限列車編 - 原画

### OVA
- おざなりダンジョン 風の塔（1991年） - 作画監督（OPアニメーション、1話、2話、3話）
- Lupin The Third by MONKEY MAJIK（2009年） - 原画
- バキ 最凶死刑囚編SPアニメ（2016年） - 監督・キャラクターデザイン

### PVアニメ
- アニメ「鬼滅の刃」×「MLB Tokyo Series presented by Guggenheim」コラボレーションムービー（2025年） - アニメーション監督・キャラクターデザイン・作画監督・絵コンテ

### ゲーム
- レイトン教授と魔神の笛（2009年） - 原画
- アイドリッシュセブン（2019年） -  ŹOOĻ 2ndシングル「Bang!Bang!Bang!」MVアニメーション 特別協力

### 海外合作作品
- The Blinkins: The Bear and the Blizzard（1986年） - Inbetween Artist
- スーパーマン（1996年-2000年） - 作画監督（4話、29話）
- サイバーシックス（2000年） - キャラクターデザイン、作画監督（1話、2話、13話）
- Superman vs. The Elite（2012年） - Animation Director
- ムタフカズ -MUTAFUKAZ-（2018年） - キャラクターデザイン（共同）、作画監督、原画